# Тирренские языки
Тирре́нская семья́ (др.-греч. Τυρρηνοί — этруски) — семья языков, к которой гипотетически принадлежит этрусский язык. Термин предложил немецкий лингвист-этрусколог Хельмут Рикс. Среди отечественных исследователей к сторонникам данной гипотезы принадлежит С. А. Яцемирский, И. С. Якубович и ряд других.

## Состав
В состав семьи Рикс включил:
- Этрусский язык (несколько сот надписей из Италии VII—II вв. до н. э.)
- Ретский язык (несколько десятков надписей из Южных Альп, V—II вв. до н. э.)
- Язык Лемносской стелы V в. до н. э.

Точка зрения о родстве вышеперечисленных языков является общепринятой среди современных этрускологов.
Норберт Эттингер (Norbert Oettinger) в полемике с Робертом Бекесом указывал на то, что генетическое родство языков тирренской семьи не коррелирует с географическим расстоянием между их территориями в исторический период: этрусский и лемносский почти идентичны, за исключением ряда особенностей орфографии, тогда как ретский довольно далёк от обоих на уровне и морфологии, и лексики (расхождение между этими ветвями Эттингер датировал как минимум за тысячелетие до первых этрусских письменных памятников). Этеокипрский язык Эттингер не рассматривал, Джоунз считал его весьма близким этрусскому и лемносскому.

## Языки со спорной принадлежностью
Другие исследователи, с меньшей степенью достоверности, считали родственными этрусскому:
- Этеокипрский язык (он же кипро-минойский язык?) — засвидетельствован несколькими текстами кипрским письмом V в. до н. э., некоторые с параллельным греческим текстом, а также, вероятно, многочисленные более древние надписи с о. Кипр, выполненные кипро-минойским письмом (не дешифрованы). Сторонником родства этеокипрского языка с этрусским был Т. Б. Джоунз (Джонс)[3][4].
- Камунский язык (краткие глоссы и надписи в 1-2 слова) Страбон писал о родстве камунов с ретами, однако Плиний утверждал, что они были родственны эвганеям — в последнем случае камунский язык был близок лигурскому, а не тирренским.
- Язык пеласгов (Геродот неоднократно отождествляет пеласгов с тирренами, и указывает на Лемнос как на место обитания и тех, и других (см. Лемносская стела), однако более ранние источники различают пеласгов и тирренов).
- Филистимский язык (считается идентичным пеласгскому).
- Протосардский язык (такую возможность рассматривал А. И. Немировский, не обладая достаточным языковым материалом). В противоположность ему, М. Питтау считает его родственным баскскому[источник не указан 3290 дней].
- Минойский язык (ранняя гипотеза М. Вентриса, в настоящее время — С. А. Яцемирский, Дж. М. Факкетти). С другой стороны, реконструируемый Р. Беекесом догреческий субстрат в греческом языке явно отличается от любого из тирренских языков.
- Троянский язык (А. Клукхорст).

## Происхождение тирренских языков

### Индоевропейские языки
Леонард Палмер и Владимир Георгиев сближали тирренские языки с индоевропейскими — лувийским, в частности, на основании указаний древних авторов о происхождении этрусков из Лидии. Против данной гипотезы говорят глубокие морфологические различия между этрусским языком, с одной стороны, и лидийским — с другой; в ряде случаев они даже глубже, чем между этрусским и реконструируемым праиндоевропейским языком (например, между системой именных классов этрусского, грамматических родов в индоевропейских и в лидийском).

### «Народы моря»
Тирсены (этруски), пеласги, тевкры и ряд других народов упоминаются совместно в составе «народов моря», мигрировавших в XII в. до н. э. из Малой Азии и напавших на Египет. По-видимому, данные народы представляли собой остатки автохтонного населения западного и юго-западного побережья Малой Азии, обитавшего в ней до завоевания её хеттами, греками и хурритами. Пеласги также упоминаются в ряде источников как догреческое население (востока?) Греции.
В немногочисленных надписях филистимлян выделяется показатель генитива личных мужских имён -š, который может отождествляться как с индоевропейским, так и с этрусским показателем. В пользу индоевропейской версии говорит его регулярность (в этрусском языке существовали два разных показателя генитива). Контраргументом против данной версии является то, что в филистимском языке мог остаться только один показатель.

### Хуррито-урартские языки
И. М. Дьяконов по ряду структурных и лексических показателей сближает этрусский язык с хурритским. Несмотря на почти полное несовпадение этрусской и хурритской морфологии, принципы словообразования и фонетики весьма сходны. Дж. М. Факкетти на основании сравнения лексики считает, что имелось регулярное соответствие между хурритской фонемой š и этрусской θ.

### Северокавказские языки
Гипотезу о структурном сходстве этрусского с северокавказскими (нахско-дагестанскими) языками впервые выдвинул А. Тромбетти. Данная гипотеза согласуется с предыдущей, поскольку ряд исследователей связывают хуррито-урартские языки с северокавказскими (например, сторонники московской ностратической школы).

### Доиндоевропейские языки Малой Азии
Большинство современных лингвистов и историков локализуют прародину этрусского языка (до переселения его носителей в Италию) в Малой Азии, оставляя при этом открытыми два вопроса:
- точная локализация в Малой Азии (варианты — западное побережье, где локализовались некоторые «народы моря»; южное побережье (Тархунтасса-Киликия); историческая Лидия; земли к северу от Лидии (Р. Бекес)
- отделился ли ретский от этрусского языка в Малой Азии или ранее (Н. Эттингер).

В связи с этим популярны поиски связей между этрусским и древними неиндоевропейскими языками, засвидетельствованными в Малой Азии.
Некоторые связи предполагаются между этрусским и хаттским языками: этр. tupi (мука, кара), ana (этот) и слова с аналогичными значениями в хаттском.
Ряд исследователей выводят этрусков из южных областей Малой Азии (Тархунтасса-Киликия), однако местный доиндоевропейский языковой субстрат, который И. М. Дьяконов называл «протолувийский», практически не изучен.
Хеттолог Алвин Клукхорст считает троянский язык идентичным праэтрусскому.

### Картвельские языки
Сторонником этрусско-картвельской гипотезы был Р. В. Гордезиани. Так, в одном из картвельских (грузинских) языков — мегрельском: ana или atena означает — этот, ina или tina — тот, tinepi — те, atenepi — эти.

### Тирренские языки и минойский Крит
Небольшое количество специалистов, среди них С. А. Яцемирский и Дж. М. Факкетти (ранее также М. Вентрис — до дешифровки Линейного письма Б), выступают в поддержку гипотезы о родстве этрусского с языком догреческого населения о. Крит (см. Минойский язык). Имеется множество фактов, указывающих на тесные связи этрусков с догреческим населением Крита (Минойская цивилизация). Однако при этом исследователи нередко пренебрегают тем фактом, что и в минойскую эпоху на Крите были широко распространены, как минимум, три неродственных языка — этеокритский или минойский (язык автохтонного населения — засвидетельствован многочисленными надписями критским письмом и несколькими надписями греческим алфавитом), пеласгский (язык более поздних пришельцев — не засвидетельствован критскими надписями), наконец, микенский диалект древнегреческого языка (язык колонистов-ахейцев, позднейшие надписи критским письмом). Из перечисленных народов только пеласги могли бы претендовать на родство с этрусками. Довольно распространённая среди исследователей ошибка состоит в том, что термин «пеласги» распространяется на всё догреческое население Крита.
За рубежом сторонником гипотезы этрусско-минойского родства является Дж. М. Факкетти.

## Грамматика
Характерные черты всех тирренских языков:
- типология: агглютинирующий строй со слабой тенденцией к флективности;
- словообразование: суффиксальное (отсутствуют префиксы и сложение корней, возможно сложение 2-3 суффиксов); С. Яцемирский предполагает наличие квази-префиксов в терминологических кальках с латинского.
- консонантизм: богатый (особенно много спирант); неразличение на письме звонких и глухих согласных (в произношении были возможны колебания, не имевшие словоизменительного значения);
- вокализм: бедный — 4 гласных (а; e (возможно, близок ö); i; звуки o/u не различались); нередко гласные пропускаются на письме (возможно, свидетельствует о различии по краткости-долготе).
- имя: существительные и прилагательные имели одинаковую парадигму склонения;
- именные классы: в этрусском два — одушевлённые и неодушевлённые (такое разделение имело бы смысл в том случае, если язык-предок имел активный строй, не отмеченный в самом этрусском языке); в других языках, из-за скудости памятников, проверить наличие именных классов невозможно;
- предлоги: отсутствовали; их заменяли падежи и описательные конструкции;
- глагол: не изменялся по лицам, имел несколько времён и наклонений.
- синтаксис: SOV, определение после определяемого.
- отрицание: до настоящего времени отрицательная частица ни в одном из тирренских языков достоверно не идентифицирована.